# Raphaël Lipinski
Raphaël Lipinski, né le 30 juillet 2002 à Poissy, est un footballeur français qui évolue au poste d'arrière gauche au Rodez AF.

## Biographie

### Débuts et formation
Raphaël Lipinski, né le 30 juillet 2002 à Poissy, commence le football en France avec le FO Plaisir, puis avec l'AC Boulogne-Billancourt. En 2018, il s'engage avec l'AJ Auxerre, après être passé par toutes les équipes jeunes, il intègre l'équipe réserve du club Icaunais ou il effectue un total de 42 matchs pour 1 but durant 2 saisons en National 2.   

### Rodez AF
Le 2 août 2023, Raphaël Lipinski est transféré au Rodez AF, il signe son premier contrat professionnel , il paraphe un contrat allant jusqu'en 2025.
Il fait ses débuts pour Rodez AF, le 28 aout 2023, remplaçant Joris Chougrani, lors du 4e journée de Ligue 2 contre Valenciennes FC (défaite 1-0).
Le 2 mars 2024, lors de la 27e journée de Ligue 2 contre les Girondins de Bordeaux, Lipinski inscrit son premier but avec Rodez AF (match nul 2-2).
Le 18 juin 2025, Raphaël Lipinski prolonge son contrat avec le Rodez AF, il paraphe un contrat allant jusqu'en 2028.